# Гарпалік
Гарпа́лік (дав.-гр. Αρπαλύκη) — персонаж давньогрецької міфології, фракійський цар.
Його дружина рано померла, а він свою дочку Гарпаліку виховував задля того, щоб вона йому наслідувала на троні. Його поранив Неоптолем, що повернувся з Трої, але дочка спасла Гарпаліка. Надалі він був убитий під час повстання народу, а Гарпаліка втекла і стала вправною мисливицею. Згідно з іншими джерелами Гарпалік був скинутий підданими за свою жорстокість, втік до лісу разом з дочкою і став займатися розбоєм.
Також Гарпалік — син Лікаона з Аркадії.